# Agence pour l'enseignement français à l'étranger
Agence pour l'enseignement français à l'étranger (AEFE) är en nationell fransk offentlig myndighet för fransk undervisning utomlands under förvaltning av franska utrikesministeriet. AEFE säkerställer kvaliteten i skolornas undervisning enligt franska läroplanen utanför Frankrike. I maj 2011 ingick 470 skolor i AEFE:s världsomspännande nätverk.[källa behövs]